# 倭寇
倭寇（わこう）とは、一般的には13世紀から16世紀にかけて朝鮮半島や中国大陸の沿岸部や一部内陸、及び東アジア諸地域において活動した日本の海賊や私貿易、密貿易を行う貿易商人に対する中国・朝鮮側での蔑称。和寇と表記される場合もある。また八幡（ばはん）とも呼ばれる。

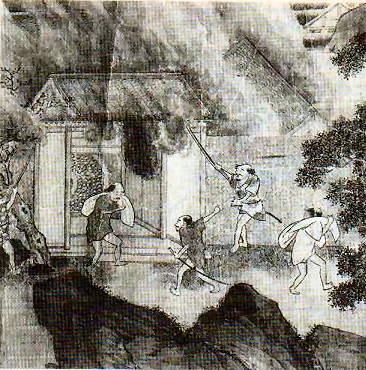
倭寇

## 歴史

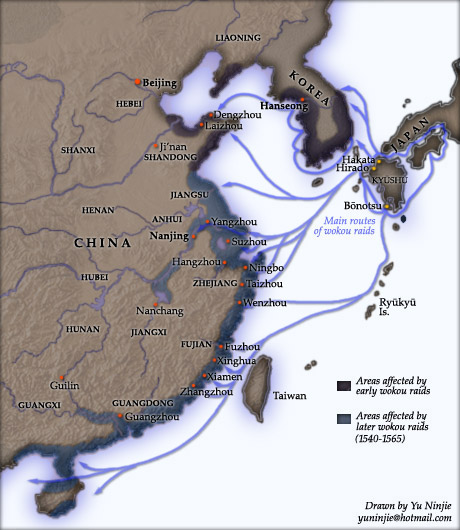
前期倭寇（紫）は朝鮮半島方面、後期倭寇（青、1545年 - 1565年）は中国大陸方面を活動範囲にしていた。

倭寇の歴史は大きく見た時に前期倭寇（14世紀前後）と、過渡期を経た後期倭寇（16世紀）の二つに分けられる。また、15世紀、室町時代の武将少弐嘉頼は大内持世と戦う中で高麗盗人（倭寇の国内蔑称）を行っていた。
前期倭寇は主に北部九州を本拠とした日本人で一部が高麗人であり、主として朝鮮沿岸を活動の舞台として中国沿岸（登州、膠州など黄海沿岸）にも及んだが、李氏朝鮮の対馬を中心とする統制貿易、日明勘合貿易の発展とともに消滅した。高麗王朝の滅亡を早めた一因ともいわれる。
後期倭寇は明の海禁政策による懲罰を避けるためマラッカ、シャム、パタニなどに移住した中国人（浙江省、福建省出身者）が多数派で一部に日本人（対馬、壱岐、松浦、五島、薩摩など九州沿岸の出身者）をはじめポルトガル人など諸民族を含んでいたと推測されているが、複数の学説がある。主として東シナ海、南洋方面を活動舞台にしていたが、明の海防の強化と、日本国内を統一した豊臣秀吉の海賊停止令で姿を消した。

### 前期倭寇
前期倭寇が活動していたのは14世紀、日本の時代区分では南北朝時代から室町時代初期、朝鮮では高麗から朝鮮王朝の初期にあたる。日本では北朝を奉じて室町幕府を開いた足利氏と、吉野へ逃れた南朝が全国規模で争っており、中央の統制がゆるく私掠船も活動し易かった。前期倭寇の活動地は朝鮮沿岸や中国沿岸（登州、膠州など黄海沿岸）である。

#### 前期倭寇と高麗
『高麗史』によれば、庚寅（1350年）2月「倭寇の侵すは此より始まる」という記事があり、これが当時の公式見解であったようだが、庚寅年以前にも多数の記事がある。
文献によると最も古いのは『高麗史』によれば高宗10年（1223年）5月条「倭寇金州」とあるのが初出である。これ以後史料には頻繁に現れている。
1370年代の前期倭寇の行動範囲は朝鮮北部沿岸にも及び南部では内陸深くまで侵入するようになった。倭寇の被害を中心的に受けていた高麗では1376年には崔瑩が鴻山で、1380年には、李成桂が荒山、崔茂宣、羅世が鎮浦で、1383年には鄭地らが南海島観音浦で、倭寇軍に大打撃を与え、1389年の朴葳による対馬国侵攻では、倭寇船300余隻を撃破し、捕虜を救出し、その後、町を焼き討ちして帰還した。これ以降倭寇の侵入は激減する。
なお、『高麗史』によれば、高麗は宗主国である元や明に上奏し、元寇以降もさかんに軍艦を建造しており、日本侵攻を繰り返すことになるが、これは、対馬を拠点とする倭寇討伐や日本侵略を口実に元や明の大軍が再び自国に長期駐留して横暴を極めることをおそれたあまりの「先走り」だとされる。

#### 南北朝時代の政治動乱と倭寇
斎藤満は高麗史にでてくる「倭国」を南朝（征西府）だと推定しており、ほかにも倭寇の首領が日本の精鋭部隊と同じ装備で、南北朝の争いによる統制の緩みに乗じて日本の正規の精鋭部隊が物資の略奪に参加したという意見もある。 渡辺昭夫は「長い戦乱で食糧を確保することに限界を感じた兵士達が近くに位置する高麗に頻繁に物資を求めに行ったので高麗の水路と地理に詳しくなっていた」と説明している。
稲村賢敷は、倭寇が数十隻から数百隻で重装備の武士も加わって多くの食糧を略奪していることから、南朝方の菊池氏や肥前の松浦党（松浦氏）が北朝との戦いのための物資獲得を目的に行ったとした。なお稲村は倭寇の構成員について、規律があり、戦慣れした武士団だと述べている。稲村は北朝方の九州探題が倭寇と南朝方の征西府を同一視して敵と見做し、かつ明から倭寇の禁圧を求められても征西府が拒否したことも論拠として挙げている。

#### 明朝と南北朝と前期倭寇

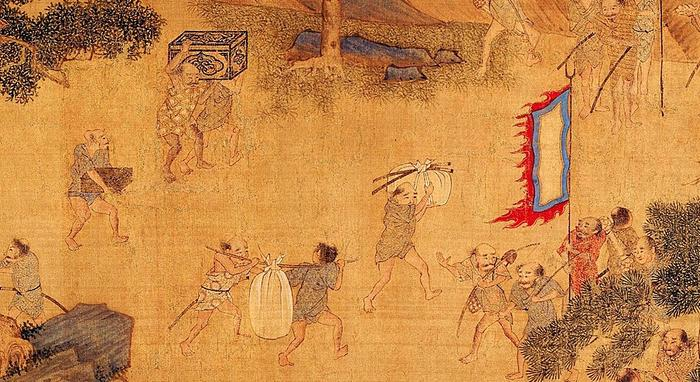
仇英の『倭寇図巻』

中国では1368年に朱元璋が明王朝を建国し、日本に対して倭寇討伐の要請をするために使者を派遣する。使者が派遣された九州では南朝の後醍醐天皇の皇子で征西将軍宮懐良親王が活動しており、使者を迎えた懐良は九州制圧のための権威として明王朝から冊封を受け、「日本国王」と称した。その後幕府から派遣された今川貞世により九州の南朝勢力が駆逐され、南朝勢力は衰微し室町幕府将軍の足利義満が1392年に南北朝合一を行うと、明との貿易を望んだ義満は、明に要請されて倭寇を鎮圧した。倭寇鎮圧によって義満は明朝より新たに「日本国王」して冊封され、1404年（応永11年）から勘合貿易が行われようになる。
朱元璋は、福建に16個の城を築城して1万5千の兵と軍船100隻をおき、浙江には59の城を築城して5万8千の兵をおき、広東に軍船200隻をおいて防備を固めた。

#### 応永の外寇
1419年、朝鮮王朝の太宗は倭寇撃退を名目にした対馬侵攻を決定し、同年6月、李従茂率いる227隻、17,285名の軍勢を対馬に侵攻させた。応永の外寇とよばれる。朝鮮軍は敗退するが、この事件により対馬や北九州の諸大名の取締りが厳しくなり、倭寇の帰化などの懐柔策を行ったため、前期倭寇は衰退していく。
こうして前期倭寇は、室町幕府や北九州の守護大名の日明貿易、対馬と朝鮮の間の交易再開などによって下火になっていった。

### 後期倭寇
後期倭寇の構成員の多くは私貿易を行う中国人であったとされる。後期倭寇の活動は交易と襲撃の両方、いわゆる武装海商である。主な活動地域は広く中国沿岸であり、また台湾（当時未開の地であった）や海南島の沿岸にも進出し活動拠点とした。また当時琉球王国の朝貢貿易船やその版図（奄美、先島含む）も襲撃あるいは拠点化しているが、しばしば琉球王府に撃退されている。また当時、日本の石見銀山から産出された純度の高い銀も私貿易の資金源であった。
『明史』日本伝には「（中国人）賊首毛海峰自陳可願還，一敗倭寇於舟山，再敗之瀝表，又遣其黨招諭各島，相率效順，乞加重賞」。また大太刀を振りかざす倭寇の戦闘力は高く、後に戚継光が『影流目録』と倭刀を分析し対策を立てるまで明軍は潰走を繰り返した。
この時期も引き続いて明王朝は海禁政策により私貿易を制限しており、これに反対する中国（一説には朝鮮も）の商人たちは日本人の格好を真似て（偽倭）、浙江省の双嶼や福建省南部の月港を拠点とした。これら後期倭寇は沿岸部の有力郷紳と結託し、さらに後期には、大航海時代の始まりとともにアジア地域に進出してきたポルトガルやイスパニア（スペイン）などのヨーロッパ人や日本の博多商人とも密貿易を行っていた（大曲藤内『大曲記』）。

後期倭寇の頭目には、中国人の王直や徐海、李光頭、許棟などがおり、王直は日本の平戸や五島列島、薩摩の坊津港や山川港などを拠点に種子島への鉄砲伝来にも関係している。1540年から1565年にかけての侵攻は嘉靖大倭寇と呼ばれている。1543年の鉄砲伝来後、日本では鉄砲が普及し、貿易記録の研究から、当時、世界一の銃の保有量を誇るにいたったとも推計されている。
1547年には明の官僚の朱紈が浙江巡撫として派遣されるが鎮圧に失敗し、53年からはさらに大規模な倭寇の活動がはじまる。こうした状況から明朝内部の官僚の中からも海禁の緩和による事態の打開を主張する論が強まる。その一人、胡宗憲が王直を懐柔するものの、中央の命により処刑した。指導者を失ったことから倭寇の勢力は弱まり、続いて戚継光が倭寇討伐に成功した。しかし以後明王朝はこの海禁を緩和する宥和策に転じ、東南アジアの諸国やポルトガル等との貿易を認めるようになる。ただし、日本に対しては後期倭寇への拠点提供など不信感から貿易を認めない態度を継続した。倭寇は1588年に豊臣秀吉が倭寇取締令を発令するまで抬頭し続けた。
1586年、フィリピンでは日本人の倭寇が単なる略奪以上の野心を持っているかもしれないと推測されており「彼らはほとんど毎年下山しルソンを植民地にするつもりだと言われている」と日本人によるフィリピン侵略について警鐘を鳴らしていた。
一方、朝鮮半島では1587年には、朝鮮辺境の民が背いて倭寇に内通し、これを全羅道の損竹島に導いて襲わせ、辺将の李太源が殺害されるという事件が起こった。1589年、秀吉からの朝鮮通信使派遣要請の命を受け朝鮮を訪れた宗義智は朝鮮朝廷からの朝鮮人倭寇の引き渡し要求を快諾、数カ月の内に朝鮮人倭寇を捕らえ朝鮮に引き渡した。この朝鮮からの要求は朝鮮通信使派遣要請に対する引き伸ばし策でもあったが、あっさりと解決を見たことにより翌1590年、正使・黄允吉、副使・金誠一が通信使として日本に派遣された。
1600年（慶長5年）には、オランダ商船隊の1隻で大砲を積んでいたリーフデ号が遭難状態で豊後国に漂着し、乗り組んでいたウィリアム・アダムス（三浦按針）などが徳川家康の庇護を受けるに至った。

## 倭寇の背景

### 名称
字句をそのまま解釈すれば、倭寇とは「倭人（日本人）の侵略賊」という意味で、中国、朝鮮では日本人海賊を意味する。使用例は5世紀（404年）の高句麗広開土王碑の条文にも見られるが、後世の意味とは異なる。
ここに見られる『倭、○○（地名）を寇す』という表現の漢文表記では『倭寇○○』のように「倭寇」の2字が連結しており、これが後に名詞として独立したと考えられている。つまり5世紀の倭寇は「侵入してきた倭（国）」を指し、13世紀以降の倭寇は「倭人を主とする海賊集団」となる。
また、16世紀の豊臣秀吉の文禄・慶長の役や、日中戦争における日本軍も「倭寇」と呼ばれるなど、朝鮮半島や中国において反日感情の表現として使用される。現代でも、韓国人や中国人が日本人を侮蔑するときに用いており、「野蛮人」のニュアンスを含む。
今日では中国人、朝鮮・韓国人が『倭』を侮蔑的または差別的に使用しているが、『倭』の本来の意味は説文解字にある通り、「倭は、かたち・様子に従う」であり、『矮』とは違い小柄やチビなどを意味していない。

### 八幡船
日本の室町時代から江戸時代にかけての海賊船は通称して「八幡（やわた）船」と呼ばれた。倭寇が「八幡（はちまん）大菩薩」の幟を好んで用いたのが語源とされるが、「ばはん」には海賊行為一般を指すとも考えられている。

### 元寇の報復説
対馬や壱岐の元寇がどのようであったかは日蓮註画讃や一谷入道御書による記載が残っている。三田村泰助は、北部九州は元寇の最大の被害者だったから、対馬・壱岐・肥前国が根拠地の松浦党の海賊が「侵略者の片われである高麗に報復してあたりまえのことで、いささかのうしろめたさもなかったであろう。」「心がまえとしては、さらさら海賊行為ではなかった」としている。もともとは元寇に対する報復の意味があることは中国側も認めており、朱元璋が日本におくった文では、「倭兵は蛮族である元のおとろえに乗じただけだ」としている。

#### 日蓮註画讃
第五「蒙古來」篇）
- 『二島百姓等。男或殺或捕。女集一所。徹手結附船。不被虜者。無一人不害』「壱岐対馬の二島の男は、あるいは殺しあるいは捕らえ、女を一カ所に集め、手をとおして船に結わえ付ける。虜者は一人として害されざるものなし」

#### 一谷入道御書
（建治元年五月八日）
- 「百姓等は男をば或は殺し、或は生取りにし、女をば或は取り集めて、手をとおして船に結び付け、或は生取りにす。一人も助かる者なし」

### 明に抵抗する勢力による扇動説
「明が興り、太祖高皇帝(朱元璋)が即位し、方国珍・張士誠らがあい継いで誅せられると、地方の有力者で明に服さぬ者たちが日本に亡命し、日本の島民を寄せ集めて、しばしば山東の海岸地帯の州県に侵入した」。

### 藤経光誘殺未遂の報復説
「高麗史」によれば、1375年の藤経光誘殺未遂によって倭寇が激怒し、高麗住民の無差別殺戮に出るようになったと記している。

## 倭寇の構成員に関する学説
初期～最盛期の前期倭寇の構成員は、「高麗史」に見える高麗末500回前後の倭寇関連記事の内、高麗人が加わっていたと明記されているのは3件であり、構成員の多くが日本人であったと推測される。

### 高麗の賤民の関与（田中説）
東京大学教授の田中健夫は、1370年から1390年初めに倭寇の襲撃が激化したのは新たに高麗の賤民階級が加わったからだとし、高麗を襲った倭寇の構成員を日本人を主力として若干の高麗の賤民を含むとした。また、田中はのちに、倭寇の構成を日本人と朝鮮人の連合か、または朝鮮人のみであったともし、さらに、高麗（李朝）にとって倭寇は外患であると同時に内憂でもあり、李氏朝鮮が高麗から引き続いて倭寇が外患であることを強調することで倭寇が抱える内憂の性格を隠蔽し、それを梃子として国家体制を確立したとも述べている。
田中説について東京大学名許教授の村井章介は、多くの人員や馬を海上輸送させる困難さの説明も含めて説得力があるとしたが、田中が主張の根拠とした朝鮮王朝実録に記されている世宗王代の判中枢院事・李順蒙の発言について、膨大な朝鮮の史料のなかで倭寇に占める倭人の比率が記載されているのは田中が挙げた一例しか存在せず、その上、その史料は倭寇の最盛期から50年以上後のものであることを述べ、また、その史料の文脈は賦役から逃亡する辺境の民が多い、という事態の模範として提出されており、賤民階級に対する蔑視が、基本的な考え方となっているため、「倭人が一割～二割に過ぎない」という記述をそのまま受け入れることは出来ないと批判している。

### 「境界人」説（村井説、他）
倭寇の正体について、村井は、当時国家概念が明確ではなく、日本の九州、朝鮮半島沿岸、中国沿岸といった環東シナ海の人々が国家の枠組みを超えた一つの共同体を有しており、村井は彼らを「倭人」という「倭語」「倭服」といった独自の文化をもつ「日本」とはまた別の人間集団だとし、境界に生きる人々（マージナル・マン）と呼んでいる。村井によれば、倭寇の本質は国籍や民族を超えた人間集団であり、日本人、朝鮮人といった分別は意味がないと述べている。ほかに、高橋公明は倭寇の構成について、済州島の海民も倭寇に加わっていった可能性を唱え、倭寇の活動が「国境をまたぐ地域」で繰り広げられた国家の枠組みを越えた性格のものと述べている。
東郷隆は前期倭寇の首領のひとり、阿只抜都について赤星氏や相知比氏（松浦党）といった九州の武士、あるいはモンゴル系島嶼人や高麗人といった様々な推測をしている。
村井説の教科書記載への批判
2007年の日韓歴史共通教材は、村井説が作為的に利用されているとして扶桑社の中学歴史教科書を挙げ、同教科書における「（倭寇は）朝鮮半島や中国沿岸に出没していた海賊集団のことである。彼らには朝鮮人も多く含まれていた。」「16世紀の中ごろ、再び倭寇が盛んになったが、その構成員は殆ど中国人であった」といった記述について、倭寇に占める日本人の数を低くみせるために村井の理論を利用した上で、「日本人」「朝鮮人」「中国人」と国籍を強調していると批判した。
村井説への批判
濱中昇は倭寇の特徴である領主制が日本には存在するが、中世の朝鮮には相当するものが存在しないため倭寇の主体を朝鮮国内には求めるのは難しいとし、朝鮮の賤民が倭寇と偽って略奪を働いたとする高麗史の記録についても、倭寇の襲撃がまずあり、それから若干遅れて賎民の乱暴が発生していると指摘し、倭寇とは別のそれに乗じた泥棒の類とした。また、朝鮮半島南部の海民が高麗末期の倭寇に加わっていたとしても、倭寇の主力が日本人であることには変わらないし、多数の騎馬や船を擁することについては現地での略奪によってその数を増やしたともした。ほかにも、村井の言う「倭」と「日本」の違いについても、朝鮮が日本を国家を意識した場合とそうでない場合（蔑視の心がある場合）との使い分け、九州地方と近畿地方の文化的な差異に過ぎないとし、「倭」と「日本」は事物の本体としては同じもので、「倭」と中世の日本は別個のものではないとした。
沈仁安（北京大学教授）は、村井説のように倭寇を国境をまたぐ海上勢力とすることも全体的にみれば可能だが、13世紀から16世紀にかけて発生・形成・発展・変遷の過程・変化している倭寇を概括的に解釈することは、具体的な歴史過程を隠し、具体的な問題に対する具体的な分析の方法論の原則に符合しないと批判した。また沈は、前期倭寇の主力は日本人（領主・武士・商人）であることは間違いなく、後期倭寇に他国人が加わっても、主力を果たしたのではなく、倭寇の起源と活動初期は日本人と関係があるため、「日本古代の呼び方である『倭』寇命名」したと批判する。また、古代の「倭」呼称が日本列島以外の地域の呼称としても使われており、「日本」とは別の概念だとする村井説に対して、沈は、千数百年以後の歴史的事実を紀元前後に形成された「倭」で解釈することは不適当とし、更に、古代中国における「倭」は日本のことであり、「『倭』『倭人』が、日本、日本人の古代の呼び方であることは、中国の学界では、疑問はない」とした。
高麗前期には見られなかった「倭」という呼称が高麗後期になって現れて「日本」と併用されていることについて武田幸男は、「倭」という呼称が現れた原因は倭寇だと述べている。武田は高麗が日本を国家レベルで意識、または正式な通交相手と認識した場合は「日本」とし、国家レベルで意識せず「敵対者」と認識した時は「倭」と記しているとした。なお、武田は14世紀倭寇の首領の装備について「典型的な中世日本武士」だとしている。

### 後期倭寇
後期倭寇は、中国人が中心であり、『明史』には、日本人の倭寇は10人の内3人であり、残り7人はこれに従ったものである（「大抵真倭十之三、從倭者十之七。」）と記されている。

## 倭寇の影響
中国の明や韓国の高麗・朝鮮王朝、また日本の室町幕府に対し、倭寇は結果として重要な政治的外交的な影響を与えた。明は足利幕府に対し倭寇討伐を要請する見返りとして勘合貿易に便宜を与えざるを得ず、また高麗王朝は倭寇討伐で名声を得た李成桂によって滅ぼされ、李成桂によって建国された朝鮮王朝は文禄の役の頃まで倭寇対策（懐柔と鎮圧）に追われた。朝鮮王朝による対馬侵攻（応永の外寇）も、倭寇根拠地の征伐が大義名分とされていた。
また、第二次世界大戦後、韓国では日本に略奪されたと主張される文化財の返還運動が展開し、高麗仏画や仏像など日本に保管される朝鮮由来の文化財の多くは倭寇に略奪されたとする見解が韓国ではなされているが、日本では当時の李氏朝鮮政府が仏教弾圧政策をとったため日本へ貿易品として輸出されたり、贈答されたとする見解がある。（朝鮮半島から流出した文化財の返還問題）

### 奴隷貿易
前期倭寇は朝鮮半島、山東・遼東半島での人狩りで捕らえた人々を手元において奴婢として使役するか、壱岐、対馬、北部九州で奴隷として売却したが、琉球にまで転売された事例もあった。
後期倭寇はさらに大規模な奴隷貿易を行い、中国東南部の江南、淅江、福建などを襲撃し住人を拉致、捕らえられたものは対馬、松浦、博多、薩摩、大隅などの九州地方で奴隷として売却された。
1571年のスペイン人の調査報告によると、日本人の海賊、密貿易商人が支配する植民地はマニラ、カガヤン・バレー地方、コルディリェラ、リンガエン、バターン、カタンドゥアネスにあった。スペイン軍との戦闘（マニラの戦い (1574)、カガヤンの戦い (1582)）で影響力は低下したが、倭寇の貿易ネットワークはフィリピン北部に及ぶ大規模なものだった。
戦国時代の乱妨取りや文禄・慶長の役（朝鮮出兵）により奴隷貿易はさらに拡大、東南アジアに拠点を拡張し密貿易を行う後期倭寇によりアジア各地で売却された奴隷の一部はポルトガル商人によってマカオ等で転売され、そこから東南アジア・インドに送られたものもいたという。1570年までに薩摩に来航したポルトガル船は合計18隻、倭寇のジャンク船を含めればそれ以上の数となる。イエズス会は倭寇を恐れており、1555年に書かれた手紙の中で、ルイス・フロイスは、倭寇の一団から身を守るために、宣教師たちが武器に頼らざるを得なかったことを語っている。
鄭舜功の編纂した百科事典『日本一鑑』は南九州の高洲では200-300人の中国人奴隷が家畜のように扱われていたと述べている。奴隷となっていた中国人は福州、興化、泉州、漳州の出身だったという。
歴史家の米谷均は蘇八の事例を挙げている。蘇は浙江の漁師で、1580年に倭寇に捕らえられた。蘇は薩摩の京泊に連れて行かれ、そこで仏教僧に銀四両で買い取られた。2年後に彼は対馬の中国人商人に売られた。6年間、対馬で働き、自由を手に入れた蘇は、平戸に移り住んだ。平戸では、魚や布を売って生活していた。そして1590年、中国船でルソン島に渡り 翌年に中国に帰国することができたという。

### 武術

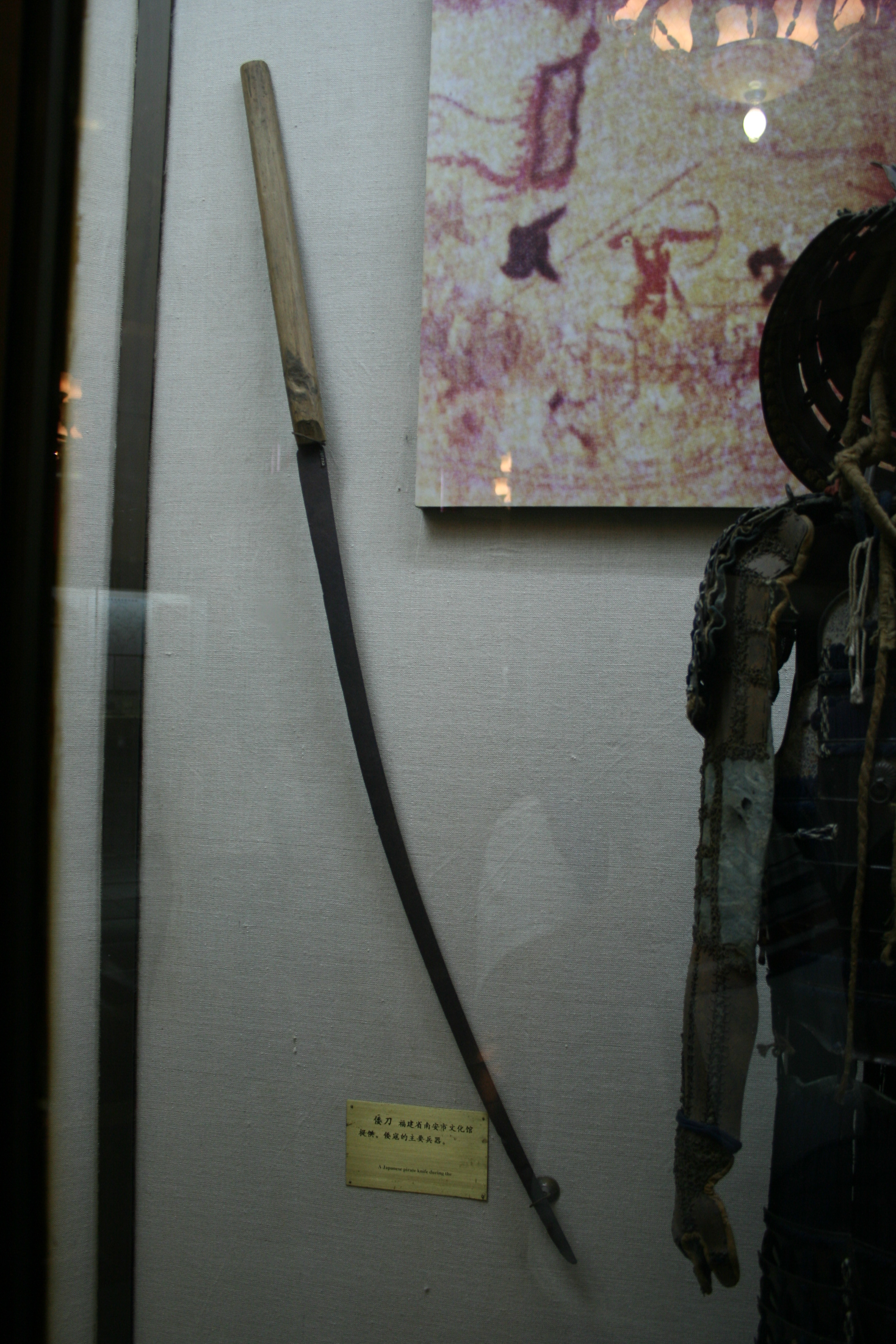
倭寇の刀

中国では日本から輸入された日本刀は「倭刀」とも呼ばれていた。明を襲った倭寇は長槍と弓矢を主要兵装とした一方、中に日本の剣術を身につけていた者もいたようで、特に近接戦闘に精妙な剣術で長大な大太刀型倭刀を振るう倭寇は明人からは恐れていた。
1561年に倭寇の退治に活躍した明の将軍戚継光が、倭寇が所持していたという陰流の目録を得ている、倭刀とその剣術が制式兵器として明軍に導入されたきっかけとなった。（陰流の開祖・愛洲久忠も倭寇であったという説もある）戚継光が得た陰流目録は茅元儀が編纂した『武備志』に掲載された。この『武備志』は江戸時代に日本にも伝わり、掲載されている陰流目録について松下見林らが記している。この陰流目録については陰流から派生した新陰流の第20世宗家・柳生厳長によって真正の物と確認された。
また、日本人から剣術の真伝を習得した中国武術家劉雲峰の弟子程宗猷は1621年に『単刀法選』を著し、倭刀を使う両手剣術を中国に広めている。日本剣術を基にした中国武術が明末から発展されて、20世紀冒頭からは「苗刀」と呼ばれている。

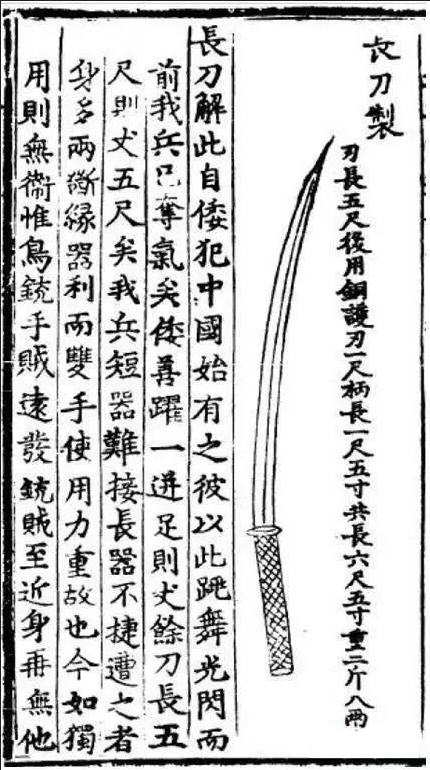
明の将軍・戚継光の著作『紀效新書』に描かれている刃長五尺もあるほどの倭刀。文章には長大な倭刀の恐ろしさと、鳥銃兵の予備接近戦兵器として軍に導入したことが書かれている
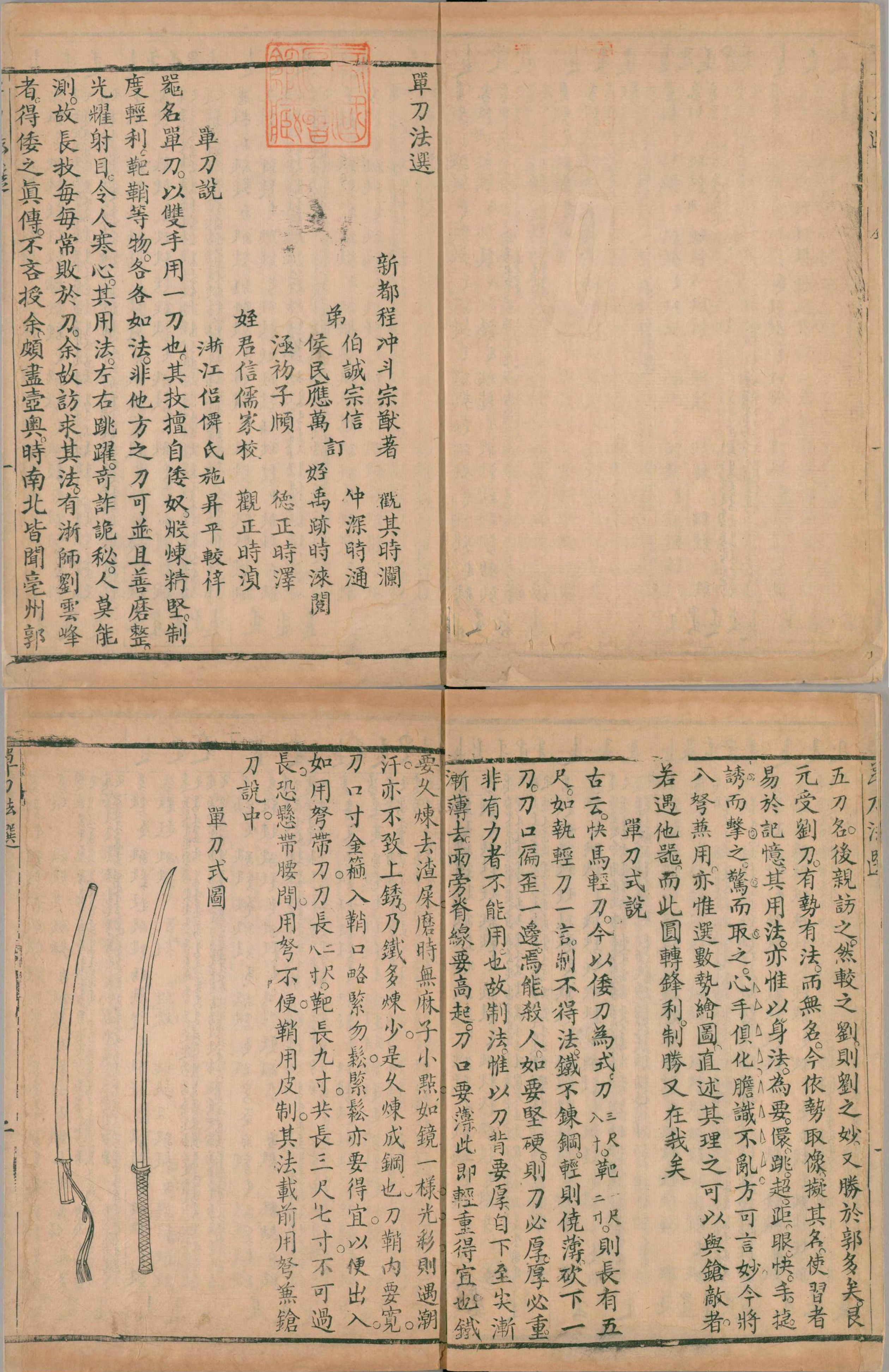
明の中国武術家・程宗猷が着した武術書『単刀法選』の冒頭。倭刀を使う倭人剣術の精妙さを説明している。

## 活動地域
倭寇の根拠地は日本の対馬や壱岐・五島列島、瀬戸内海、平戸、薩摩をはじめ、朝鮮の済州島、中国の沿海諸島部、また台湾島や海南島にも存在していた。
ボルネオ童話において、倭寇と思しき者が活躍する伝承もあり、この周辺まで広く活動していたと思われる。また倭寇であるかは不明であるが、現在のタイ（当時のシャム）においてもスペイン軍が「ローニン」の部隊に襲われて全滅したとの記録もある。

## 倭寇以後の東アジア海上世界
豊臣秀吉の海賊停止令により、倭寇の活動は一応は収束をみるが、東アジアの海上世界では林道乾や林鳳（リマホン）など日本と関連性は薄い勢力や、平戸を拠点とした倭寇の直接な後継者、後に明を奉じて清に抵抗した鄭芝竜、鄭成功の鄭一族など半官軍半海賊である私掠船的な存在が活動し続けた。本国が敵対していたこともあり、平戸（後に長崎）に支部を設置したオランダ東インド会社は、マカオを拠点としたポルトガル人とフィリピンを占拠したスペイン人と海上で争い続けた。
また、後期倭寇に多く見られた台湾与中国南部（広東・福建・浙江など）出身者は日本（横浜・神戸・長崎の三大中華街）や東南アジアに多数渡り、現地で華僑のコミュニティを形成し、現在も政治や経済において影響力を及ぼしている。

## 主要な倭寇の一覧
- 阿只抜都 - 14世紀に高麗を襲った正体不明の倭寇頭目。
- 王直 - 五島と平戸を根拠地とした倭寇頭目。種子島への鉄砲伝来とも直接に関わる。
- 林鳳（英語版） - 台湾を根拠地とし、1574年にフィリピンのマニラを襲った倭寇頭目。
- タイ・フーサ - カガヤンの戦い (1582年)でスペイン軍と戦った倭寇頭目。
- 白濱顕貴 - 広南国と接触した最初の倭寇頭目。
- 島津尚久 - 島津忠良(日新斎)の子、島津氏第15代当主島津貴久の弟。明の史料『籌海図編』に記録されている倭寇頭目「陳東」と同一人物の可能性は高い。
- ヤジロウ - 最初の日本人キリスト教徒、フランシスコ・ザビエルに日本への渡航を導いた、海賊活動「バハン」（八幡）を生業とした薩摩人。

## 関連作品
小説
- 陳舜臣『胡蝶の陣』（毎日新聞社、1979年）
- 津本陽『天翔ける倭冦』（角川書店、1990年）
- 滝沢志郎『エクアドール』（双葉社、2022年）
- 髙橋直樹『倭寇 わが天地は外海にあり』（潮文庫、2024年）

映画
- 海賊八幡船（1960年、日本）
- 忠烈図（1975年、香港・台湾）
- 忍者外伝 倭寇掃蕩作戦（1981年、香港）
- 戦神 ゴッド・オブ・ウォー（2017年、中国・香港）

## 関連文献
- 岡本隆司『倭寇とは何か―中華を揺さぶる「海賊」の正体―』新潮社〈新潮選書〉、2025年2月。ISBN 978-4-10-603922-5。（電子版あり）